# 利馬·巴雷托

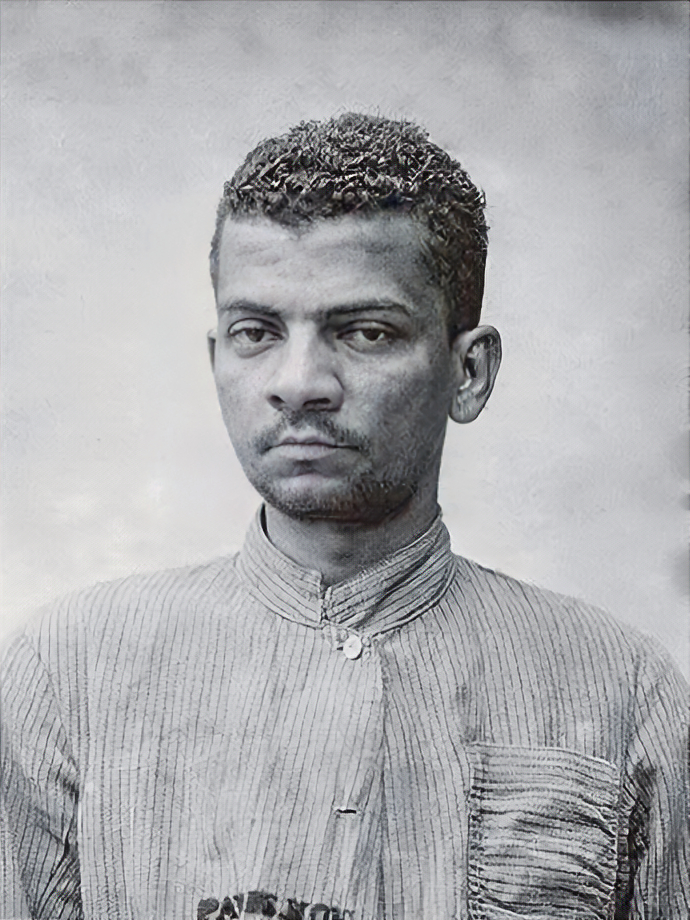
利馬·巴雷托

利馬·巴雷托（1881年5月13日－1922年11月1日）是一位巴西小说家和记者。 

## 生平
利馬·巴雷托生于里约热内卢拉兰热拉斯。他的父亲是一名印刷工和君主主義者。巴雷托自1902年开始为报纸撰稿。 1909年，他出版了他的第一部小说。 巴雷托晚年深受抑郁症的困扰。 1922年，他因心脏病去世。 